# Baranów (gmina w województwie mazowieckim)
Baranów (daw. gmina Kaski) – gmina wiejska w województwie mazowieckim, w powiecie grodziskim. Siedziba władz gminy to Baranów.
Według danych z 31 grudnia 2016 r. gmina miała 5240 mieszkańców. W roku 2023 liczba mieszkańców wzrosła do 5532 osób.
W listopadzie 2017 rząd Beaty Szydło podjął decyzję, że w 2027 w Stanisławowie powstanie Port Solidarność  – Centralny Port Komunikacyjny dla Rzeczypospolitej Polskiej, który przejmie cywilny ruch lotniczy z Lotniska Chopina

## Położenie
Według danych z roku 2005 gmina Baranów ma obszar 75,37 km², w tym: użytki rolne: 92%, użytki leśne: 0%.
Gmina stanowi 20,54% powierzchni powiatu.
W latach 1975–1998 gmina położona była w województwie skierniewickim.

## Sąsiednie gminy
Błonie, Grodzisk Mazowiecki, Jaktorów, Teresin, Wiskitki

## Demografia
Według danych z 31 grudnia 2016 r. gmina miała 5240 mieszkańców, co stanowiło 5,7% ludności powiatu. Gęstość zaludnienia wynosi 69,5 osoby na km².

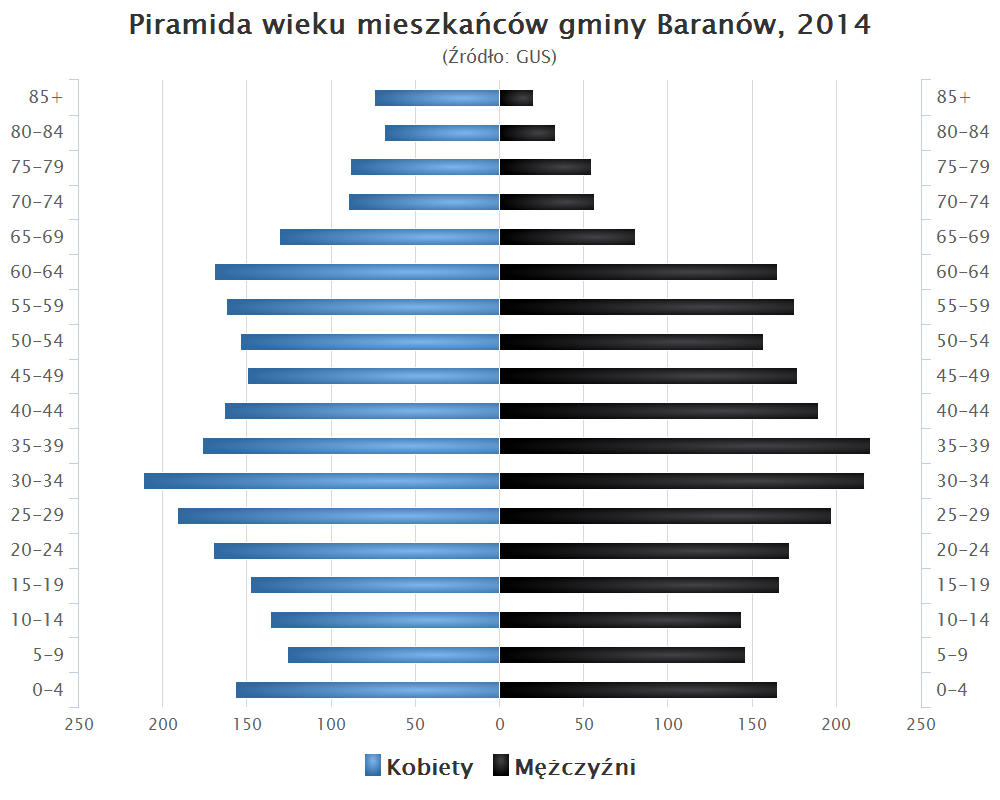
Piramida wieku mieszkańców gminy Baranów w 2014 roku

Dane z 31 grudnia 2016 r.:
| Opis      | Ogółem | Ogółem | Kobiety | Kobiety | Mężczyźni | Mężczyźni |
| --------- | ------ | ------ | ------- | ------- | --------- | --------- |
| Jednostka | osób   | %      | osób    | %       | osób      | %         |
| Populacja | 5240   | 100    | 2612    | 49,85   | 2628      | 50,15     |

## Sołectwa
Baranów, Basin, Boża Wola, Bronisławów, Buszyce, Cegłów-Murowaniec, Drybus, Gole, Holendry Baranowskie A, Holendry Baranowskie B, Karolina, Kaski, Kopiska, Nowa i Stara Pułapina, Osiny, Regów-Gongolina, Stanisławów, Strumiany, Wyczółki, Żaby